# Yorgia
Yorgia waggoneri
Genre
Espèce
Yorgia est un genre éteint d'animaux en forme de disque de la faune de l'Édiacarien, ayant vécu il y a environ 555 millions d'années. Il ressemble à un croisement entre deux autres organismes de l'Édiacarien, Dickinsonia et Spriggina. Ce genre n'est représenté que par une seule espèce, Yorgia waggoneri.

## Systématique
Le genre Yorgia et l'espèce Yorgia waggoneri ont été décrits en 1999 par le paléontologue russe Andrey Ivantsov (d).

## Description

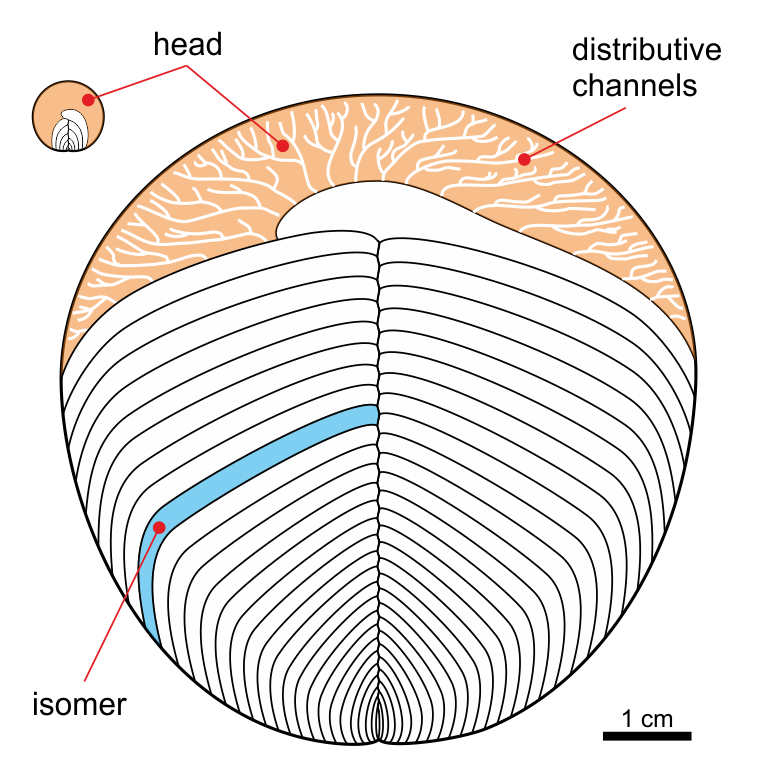
Schéma de l'anatomie de Yorgia waggoneri.
« Tête » en orange et isomères en blanc (un isomère élémentaire distingué en bleu).

Yorgia possède un corps aplati et segmenté, sans appendices, composé d'une large et courte « tête ». Sa longueur totale atteint au maximum 25 centimètres. Le genre est classé dans le phylum éteint des proarticulés.

## Registre fossile
Des empreintes de Yorgia waggoneri ont été trouvées dans les roches de l'Édiacarien de la région de la mer Blanche en Russie, datées autour de 555,5 millions d'années, et Yorgia sp. en Oural central et dans la chaîne de Flinders en Australie.

## Étymologie
Le nom générique, Yorgia, fait référence à la Yorga (d), une rivière russe qui se jette dans la mer Blanche.
L'épithète spécifique, waggoneri, a été donnée en l'honneur de B. Waggoner qui a découvert le premier spécimen.

## Publication originale
- (en) A. Yu. Ivantsov, « A New Dickinsonid from the Upper Vendian of the White Sea Winter Coast (Russia, Arkhangelsk Region) », Paleontological Journal, Nauka et Springer Science+Business Media, vol. 33, no 3,‎ mai 1999, p. 211-221 (ISSN 0031-0301 et 1555-6174, OCLC 1639478, lire en ligne).